# Danny Trejo
Daniel (Danny) Trejo (Los Angeles, 16 mei 1944) is een Amerikaans acteur.
Danny werd geboren in een wijk in Los Angeles, genaamd Echo Park. Als kind pleegde hij vele misdaden en raakte verslaafd aan drugs. Hij heeft als tiener vaak in de gevangenis gezeten.
In totaal bracht Trejo zo'n elf jaar door in de gevangenis. Daar wist hij zichzelf aanzien aan te meten door deel te nemen aan bokswedstrijden tegen medegevangenen. Hij werd zelfs een aantal keren verdienstelijk kampioen binnen de gevangenismuren.
Toen hij in 1985 in een ontwenningskliniek zat, ontmoette hij een man die in de filmindustrie werkte. Toen Trejo een keer wat klusjes verrichtte bij een filmstudio werd hij herkend door een ex-medegevangene die voor een filmproductie werkte. Hij stelde voor om Trejo als acteur te trainen op het gebied van boksen/vechten. Door zijn indrukwekkende verschijning (Trejo's kenmerk: lange sluike haren, ruig gezicht en een lichaam vol tatoeages) werd Trejo snel gevraagd om te figureren in films en series.
Uiteindelijk behaalde Trejo zelfs een soort van cultstatus nadat hij in diverse films van regisseur Robert Rodriguez een belangrijke rol speelde. Zo is Trejo de enige acteur die in alle drie de From Dusk Till Dawn-films verscheen en in twee van de Desperado-films.

## Filmografie (selectie)
- 1985: Runaway Train – Boxer
- 1987: Death Wish 4: The Crackdown - Art Sanella
- 1987: Penitentiary III - See Veer
- 1987: The Hidden - Prisoner
- 1988: Bulletproof - Sharkey
- 1989: Kinjite: Forbidden Subjects - Prison Inmate
- 1989: Bail Out - Mean
- 1989: Lock Up - Chink's Gang Member
- 1990: Guns - Tong
- 1990: Maniac Cop 2 - Prisoner
- 1990: Marked for Death - Hector
- 1991: The Last Hour - Spider
- 1991: Carnal Crimes - Chandra
- 1991: Lonely Hearts - Angry Client
- 1991: Femme Fatale - Toshi
- 1991: Wedlock - Tough Prisoner #1
- 1991: Whore - Tattoo Artist
- 1992: Nails - Las Virgenes bartender
- 1993: Blood In Blood Out - Geronimo
- 1993: Sunset Grill - Young Mexican
- 1993: Doppelganger - Hard Hat
- 1993: Mi Vida Loca - Frank
- 1993: 12:01 - Prisoner
- 1993: Last Light - 2nd Inmate
- 1994: Criminal Passion - Construction Worker
- 1994: Against the Wall - Luis
- 1995: Desperado - Navajas
- 1995: Heat - Trejo
- 1995: Dead Badge - El Tango Bartender
- 1995: The Stranger - Hawk
- 1996: Le Jaguar - Arjun
- 1996: From Dusk Till Dawn - Razor Charlie
- 1997: Anaconda - Poacher
- 1997: Los Locos - Manuel Batista
- 1997: Trojan War - Scarface
- 1997: Dilemma - Rudy Salazar
- 1997: Con Air - Johnny 23
- 1997: Champions - Max Brito
- 1998: Point Blank - Wallace
- 1998: Six Days Seven Nights - Pierce
- 1998: Soundman - Duce's Father
- 1998: The Replacement Killers - Collins
- 1999: Inferno - Johnny Six Toes
- 1999: From Dusk Till Dawn 2: Texas Blood Money - Razor Eddie
- 2000: Animal Factory - Vito
- 2000: From Dusk Till Dawn 3: The Hangman's Daughter - Razor Charlie
- 2000: Reindeer Games - Jumpy
- 2001: Spy Kids - Machete
- 2001: Bubble Boy - Slim
- 2001: Skippy - Hitman
- 2002: Grand Theft Auto: Vice City - Umberto Robina (Videospel)
- 2002: The Salton Sea - Little Bill
- 2002: Spy Kids 2: The Island of Lost Dreams - Machete
- 2002: xXx - El Jefe
- 2002: Nightstalker - Officer Frank Luis
- 2002: The Hire: Beat the Devil - Bob
- 2002: 13 Moons - Hoodlum #2
- 2002: Do It for Uncle Manny - Pedro
- 2003: Spy Kids 3-D: Game Over - Machete
- 2003: Double Blade - El Patron
- 2003: Once Upon a Time in Mexico - Cucuy
- 2004: Anchorman: The Legend of Ron Burgundy - Bartender
- 2004: Lost - Edward James Archer
- 2004: Wake Up, Ron Burgundy: The Lost Movie - Bartender
- 2005: The Devil's Rejects - Rondo
- 2005: All Souls Day - Vargas Diaz
- 2005: Tennis, Anyone...? - Hector
- 2005: The Curse of El Charro - El Charro (stem)
- 2005: Chasing Ghosts - Carlos Santiago
- 2005: The Crow: Wicked Prayer - Harold
- 2005: Venice Underground - Papi
- 2005: Dreaming on Christmas - Train Driver
- 2006: Hood of Horror - Derelict
- 2006: Seven Mummies - Apache
- 2006: Slayer - Montegna
- 2006: Haunted Prison - Priest
- 2006: Danny Roane: First Time Director - Hector
- 2006: Living the Dream - Chuck
- 2006: Nice Guys - Shady
- 2006: Propensity - Roy
- 2006: TV: The Movie
- 2006: Furnace - Fury
- 2006: SherryBaby - Dean Walker
- 2007: Grindhouse (segment: Planet Terror) - Machete
- 2007: Smiley Face - Albert
- 2007: Delta Farce - Carlos Santana
- 2007: Battle for Terra - Elder Barum (stem)
- 2007: The Blue Rose - Junk
- 2007: Urban Justice - El Chivo
- 2007: On Bloody Sunday - The Ref
- 2007: Halloween - Ismael Cruz
- 2008: Necessary Evil - Barro
- 2008: La Linea - Mario
- 2008: Alone in the Dark II - Perry
- 2008: Toxic - Antoine
- 2008: Ranchero - Capone
- 2008: Jake's Corner - Clint
- 2008: The Art of Travel - Limo Driver
- 2008: Richard III - Major
- 2008: Through the Valley - Don Reyes
- 2008: Breaking Bad – Tortuga
- 2008: Valley of Angels - Hector
- 2009: Eyeborgs - G-Man
- 2009: The Boys of Ghost Town - Father
- 2009: Modus Operandi - Director Holiday
- 2009: The Haunted World of El Superbeasto - Rico (stem)
- 2009: Fanboys - The Chief
- 2009: The Grind - Nicholi Guzman
- 2010: Vengeance
- 2010: Beatdown
- 2010: fallout: new Vegas - Raul
- 2010: North by El Norte - Uncle John
- 2010: Predators - Cuchillo
- 2010: The Devil Inside - Mondo
- 2010: Dark Games - Archie
- 2010: Food Stamps - Mr. Fernandez
- 2010: Lean Like a Cholo - The O.G.
- 2010: The Bill Collector - Uncle Frankie
- 2010: Pastor Shepherd - Phil Harrison
- 2010: Boston Girls - Uncle Reggie
- 2010: Shadows in Paradise - Matador
- 2010: Shoot the Hero - Crazy Joe
- 2010: The Killing Jar - Jimmy
- 2010: Machete - Machete
- 2010: Death Race 2 - Goldberg
- 2010: Black Ops - Danny Trejo
- 2011: Cross - Lexavier
- 2011: A Very Harold & Kumar Christmas - Mr. Perez
- 2011: Recoil - Drayke
- 2011: Spy Kids 4: All the Time in the World - Uncle Machete
- 2012: Bad Ass - Frank Vega
- 2013: Death Race 3: Inferno - Goldberg
- 2013: Phineas and Ferb - Venom (stem)
- 2013: Machete Kills - Machete
- 2013: Force of Execution - Oso
- 2014: The Book of Life - Skeleton Luis (stem)
- 2014: Bad Ass 2 Bad Asses - Frank Vega
- 2014: Muppets Most Wanted - Zichzelf
- 2015: Mickey Mouse - Pinata Boss (stem)
- 2015: Cyborg X - Captain Machine Gun
- 2016: Storks - Jasper (stem)
- 2018: Death Race: Beyond Anarchy - Goldberg
- 2019: Slayer - The Repentless Killogy - Zichzelf als gevangene
- 2020: The SpongeBob Movie: Sponge on the Run - El Diablo
- 2021: Muppets Haunted Mansion - Geest van Huet
- 2022: The Book of Boba Fett - Rancor Keeper (televisieserie)
- 2022: Minions: The Rise of Gru - Stronghold (stem)
- 2024: Monsters at Work - Terry (televisieserie, stem)